# كونان (أين)
كونان (بالفرنسية: Conand)‏ هي بلدية فرنسية تقع في إقليم الأين في فرنسا. رمز إنسي لها هو:1111. أما الرمز البريدي لها فهو: 1230.